# Ouvrage du Châtelard
L’ouvrage du Châtelard est un ouvrage fortifié de la ligne Maginot dans les Alpes, sur la commune de Bourg-Saint-Maurice, dans le département de la Savoie.
L'ouvrage a été construit à partir de 1938 en bas du versant nord (à 828 mètres d'altitude) de la vallée de la Tarentaise, entre les lieux-dits Le Mollard et Le Châtelard, en bordure de l'ancienne nationale 90 (l'actuelle D 1090), route menant au col du Petit-Saint-Bernard.

## Position sur la ligne
Le Châtelard était un petit ouvrage du secteur fortifié de la Savoie, dans le sous-secteur de la Tarentaise, formant avec son vis-à-vis l'ouvrage de la Cave-à-Canon et quelques vieux forts la position de barrage de Bourg-Saint-Maurice.

## Description
L'unique bloc est une casemate d'infanterie flanquant vers le sud (vers l'ouvrage de la Cave-à-Canon), équipé d'un créneau pour JM/AC 47 (le jumelage de mitrailleuses pouvant être échangé avec un canon antichar, théoriquement de 47 mm mais remplacé ici par un de 25 mm) et de deux créneaux pour jumelage de mitrailleuses.
La cloche GFM (guetteur fusil-mitrailleur) devant assurer la défense des dessus n'a pas été installée faute de temps, tout comme le créneau projecteur (obturé en 1940).
Les installations souterraines n'ont été qu'ébauchées, le groupe électrogène de 20 chevaux n'a pas été installé. Les fumées de la petite usine souterraine devaient être évacuées par une cheminée placée un peu plus haut sur le versant.

## Histoire
L'ouvrage est inachevé en 1940 ; l'équipage n'est constitué que le 1er janvier. Le commandant d'ouvrage est le sous-lieutenant Bochaton.

## Galerie

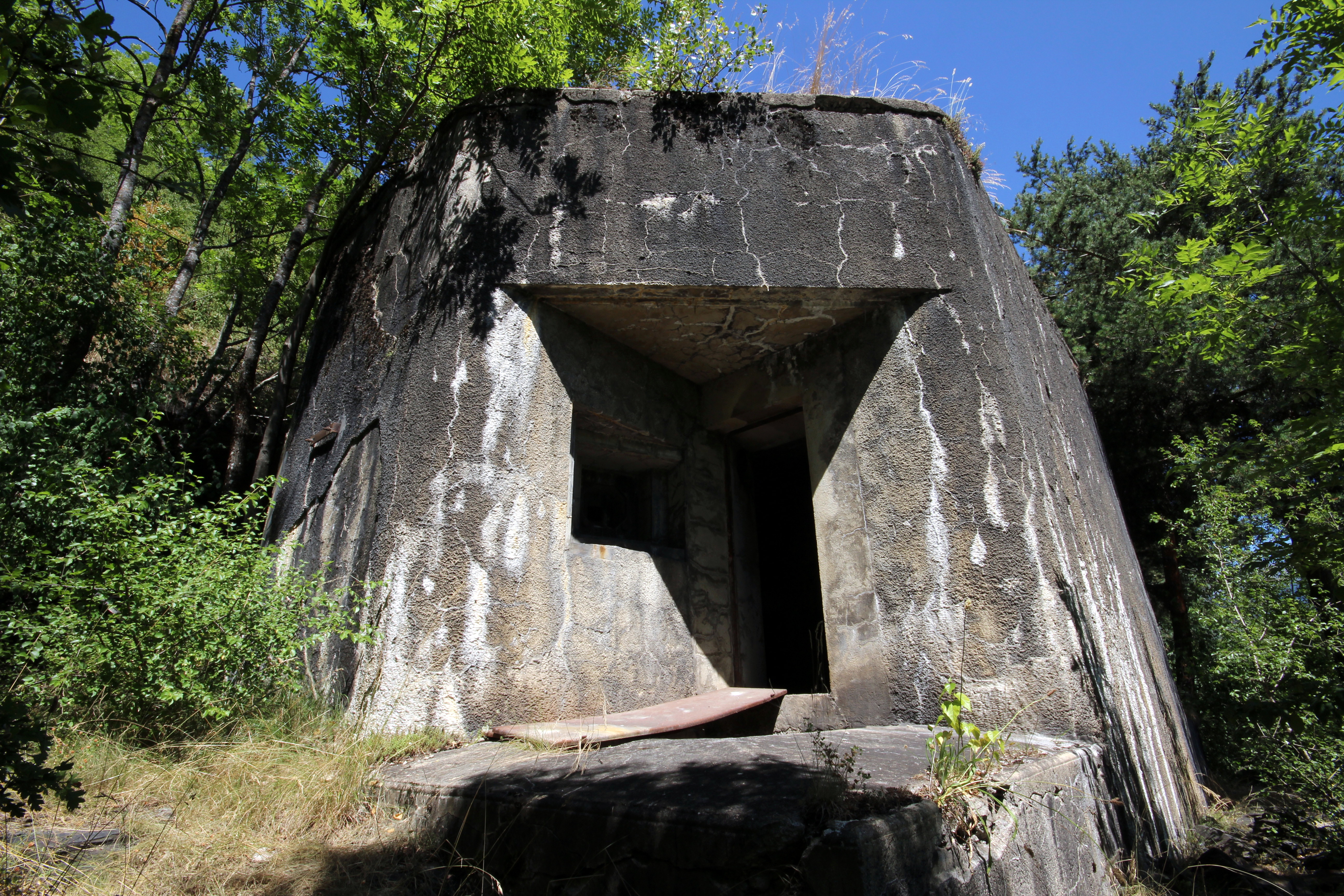
L'entrée de l'ouvrage.
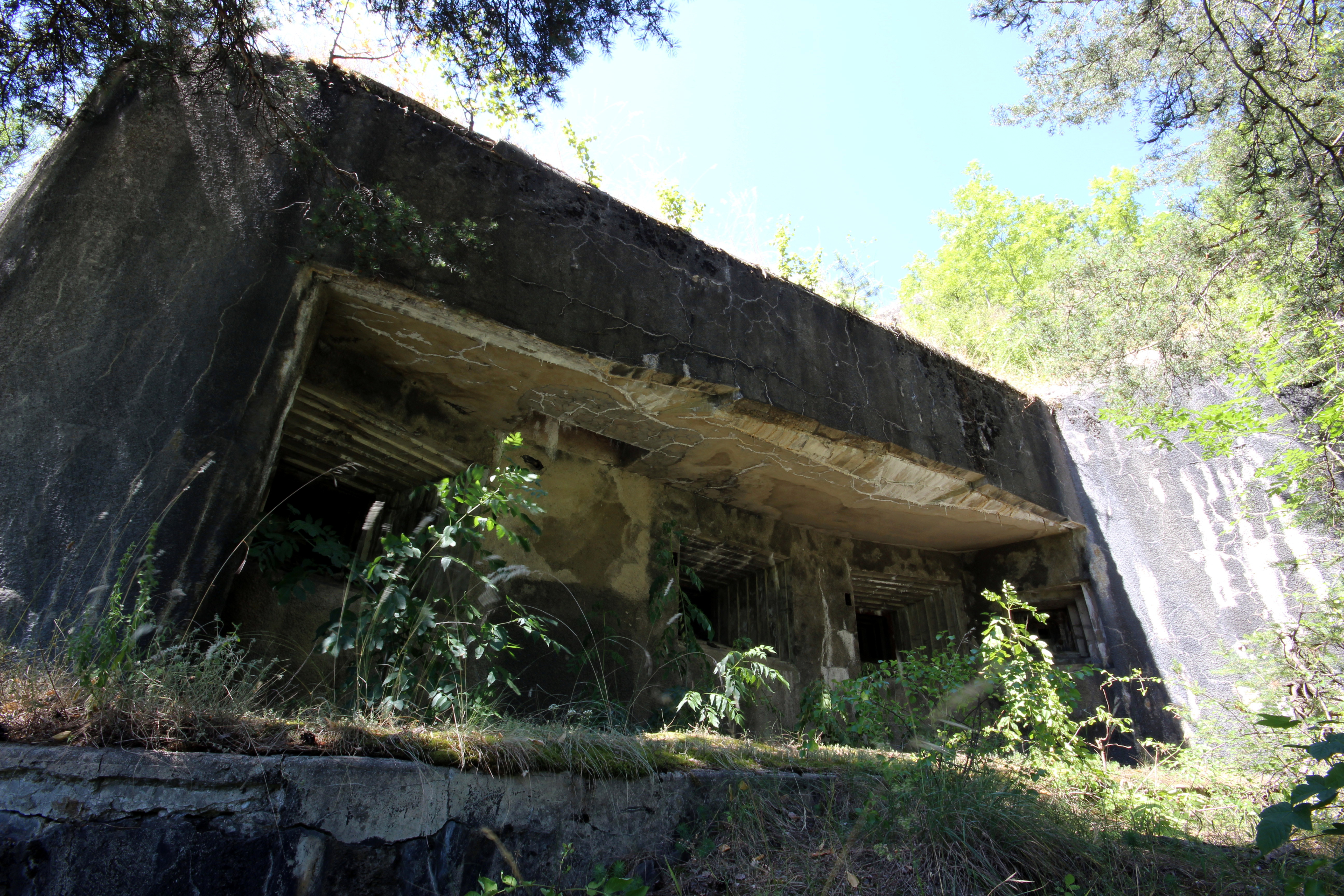
Les créneaux de tir de l'ouvrage.
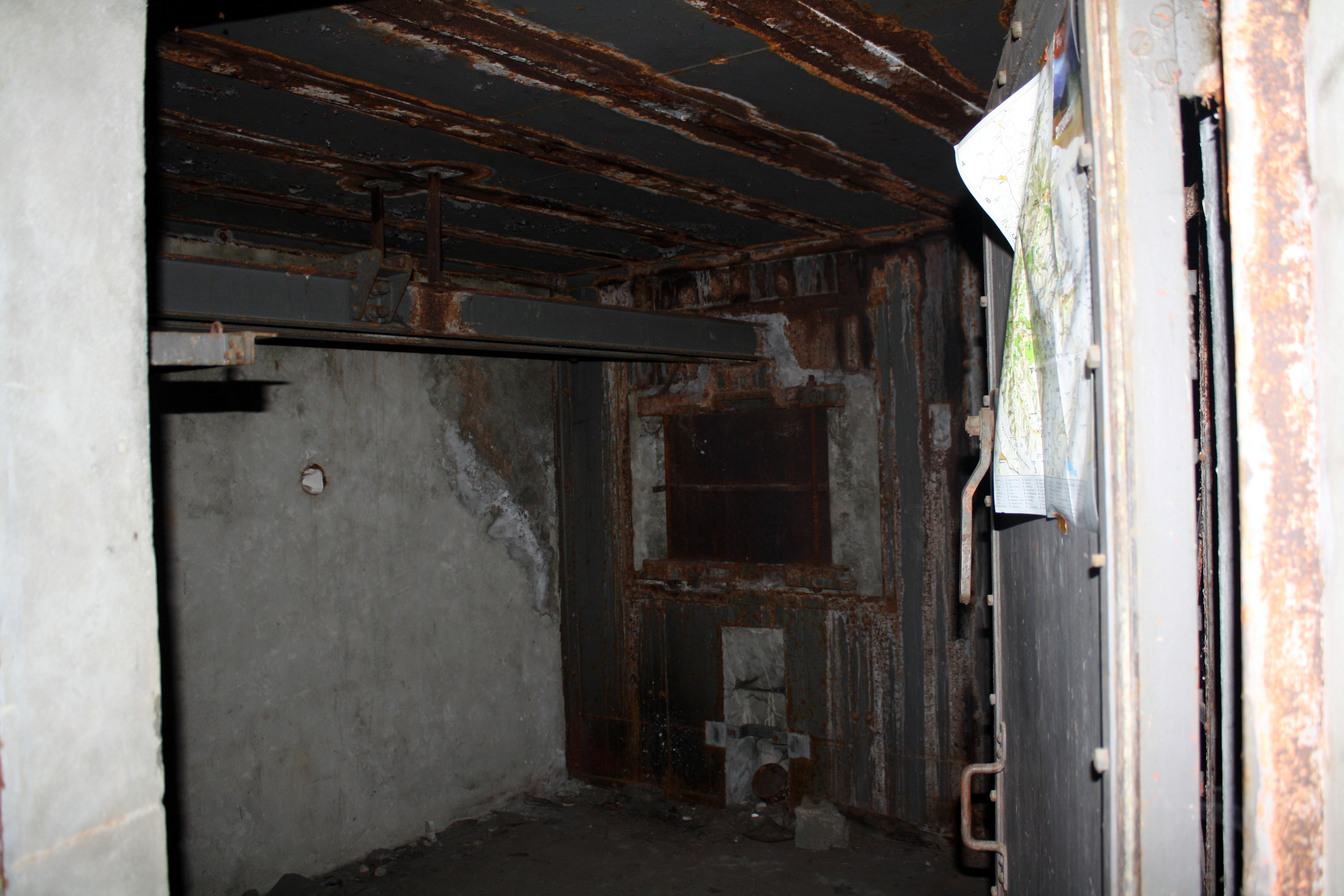
La chambre de tir avec le bi-rail pour le canon de 47mm AC de l'ouvrage du Châtelard.
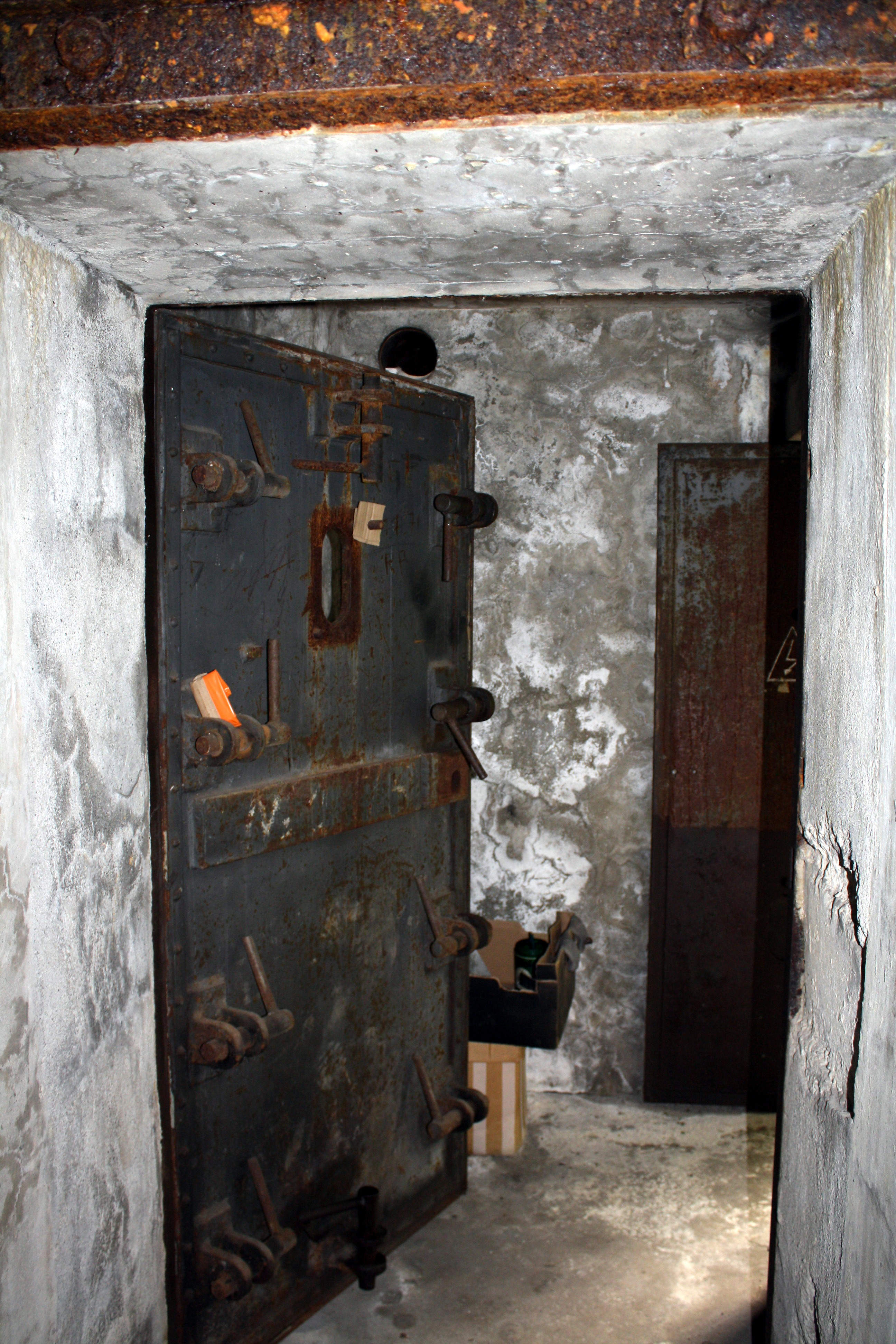
Le sas de l'ouvrage.
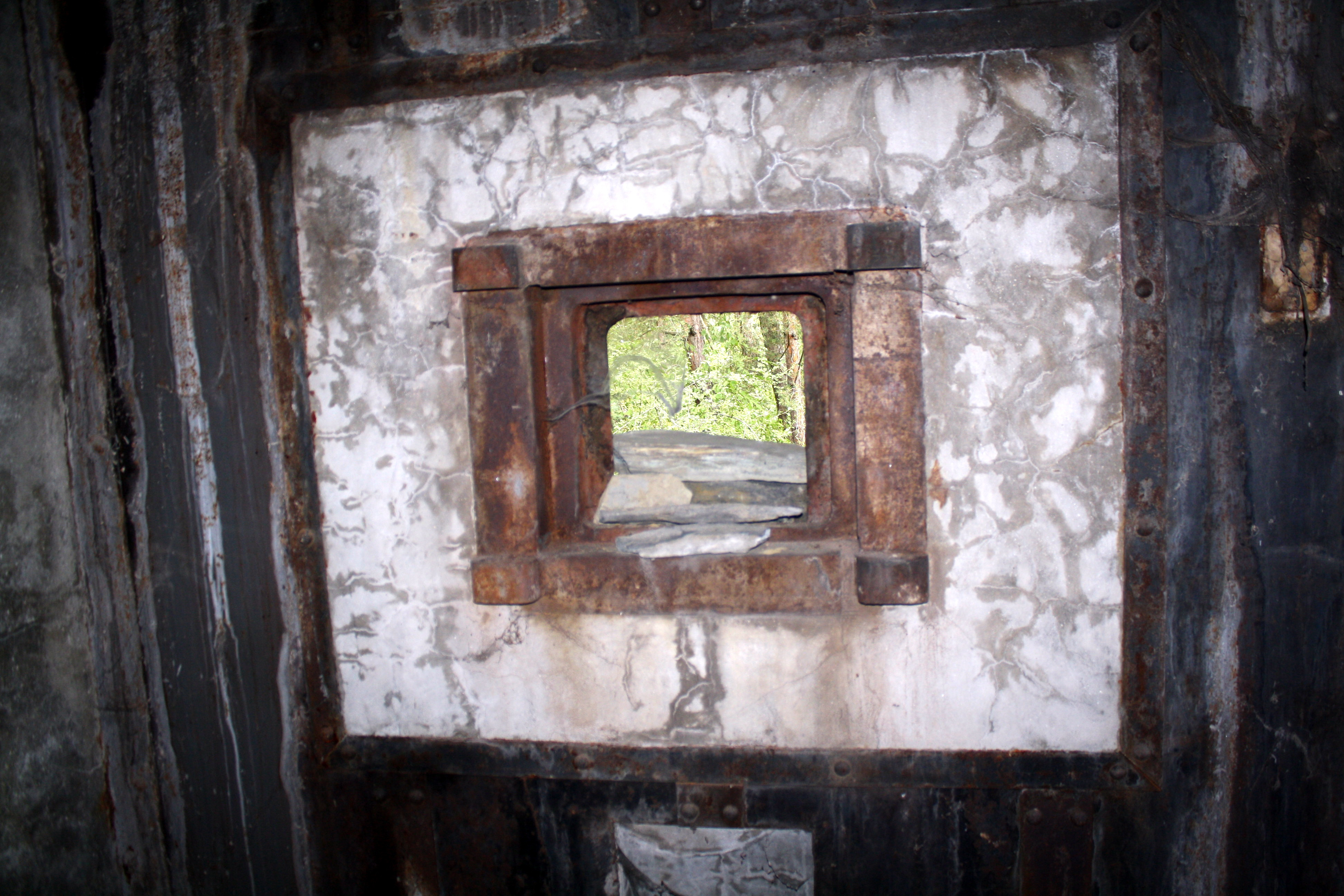
Créneau JM de l'ouvrage
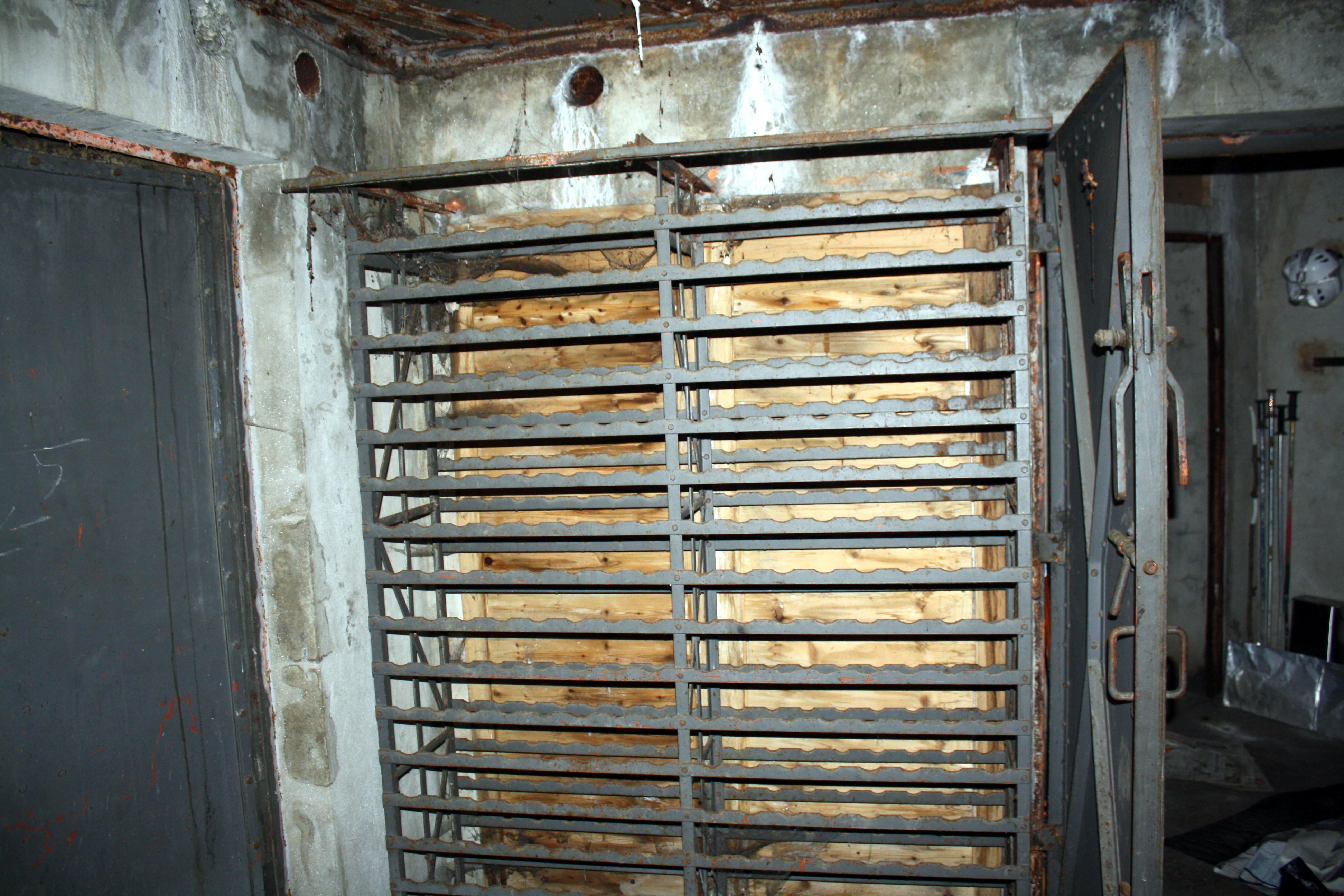
Cassier à munitions dans la chambre de tirs de l'ouvrage.
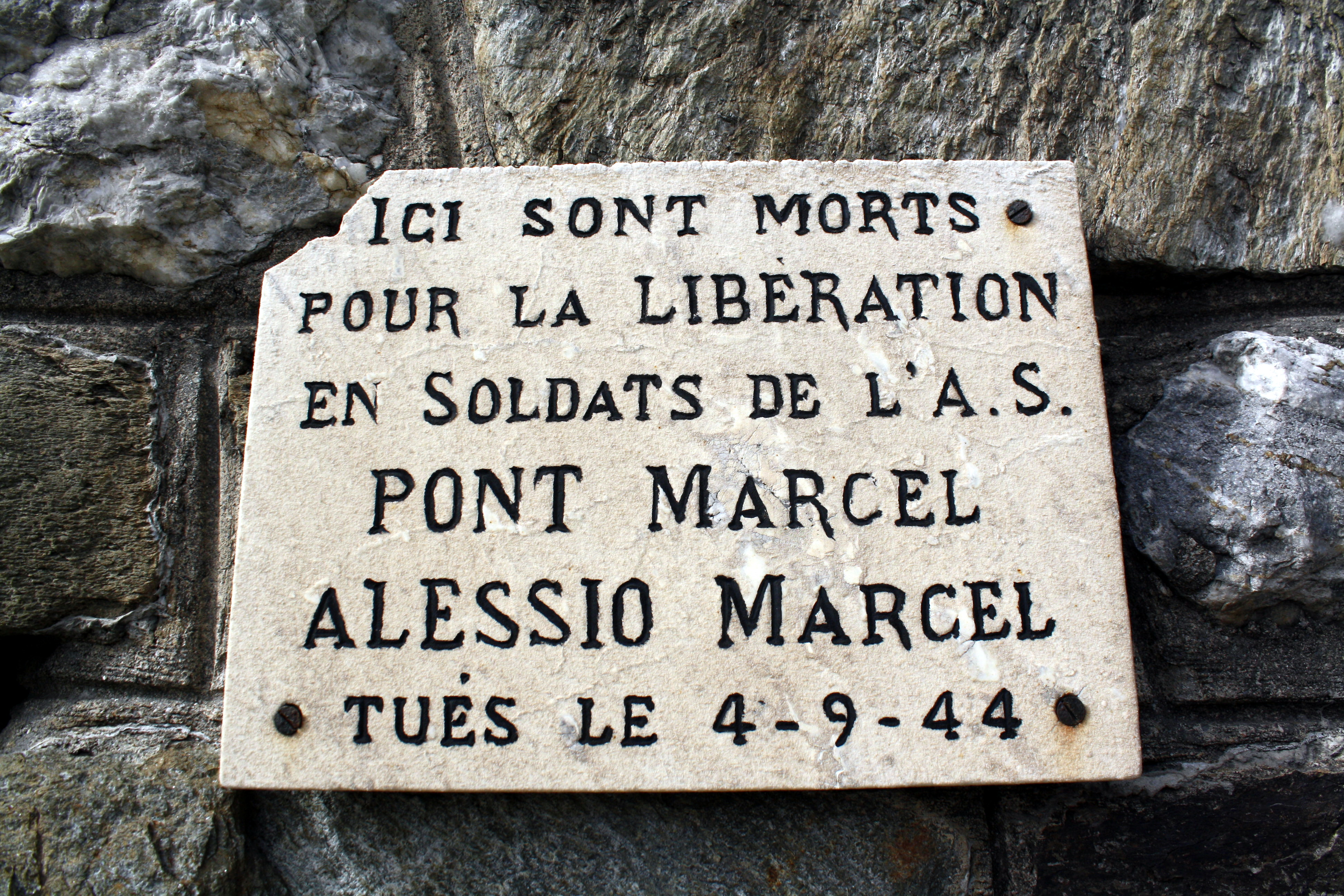
Plaque mentionnant deux résistants.